# Ancylodonta almeidai
Ancylodonta almeidai là một loài bọ cánh cứng trong họ Cerambycidae.